# 新京極通

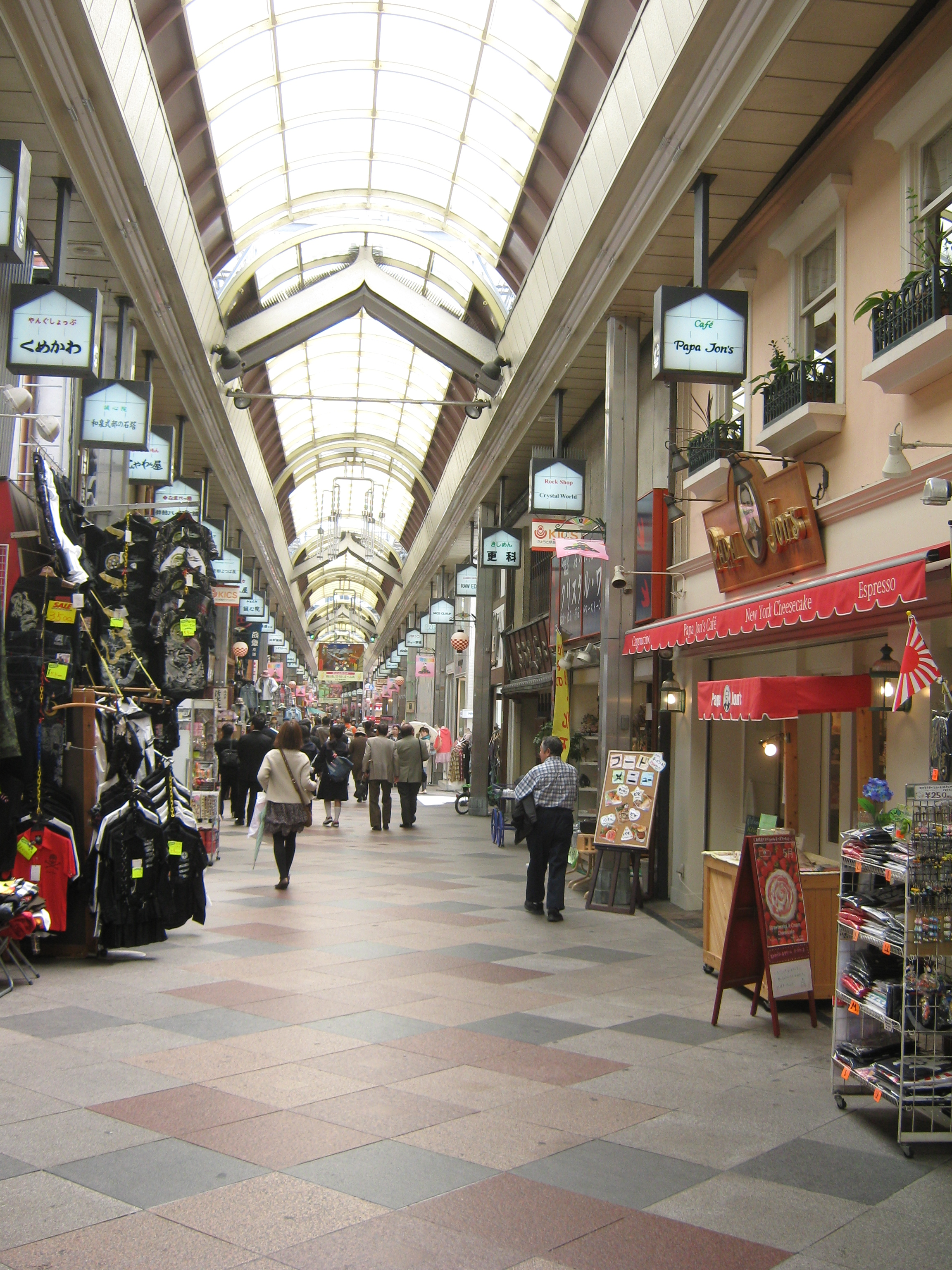
新京極商店街

新京極通（しんきょうごくどおり）は、京都市中京区の南北の通りで京都市の中心的繁華街の一つ。三条通から四条通までの比較的短い通りである。現在は主に新京極商店街として整備されている。

## 概要
1872年に京都府参事槇村正直によって作られた比較的新しい通りである。かつては広大な寺域を誇った時宗十二派の四条派の金蓮寺が、18世紀末から寺域の切り売りをはじめ、明治以前に売却地に料亭・飲食店・商店・見世物小屋が建っていた。一つ隣の寺町通（寺町京極）に集まる寺院の境内が、縁日の舞台として利用されるようになり、人が多く集まったため、各寺院の境内を整理し、寺町通のすぐ東側に新しく道路を造ったのが新京極通のはじまりである。明治の中頃には見世物小屋や芝居小屋が建ち並び、現在の繁華街の原型ができた。
かつては、京都方面の修学旅行のコースに取り入れられるようになったため、修学旅行の中高生の行き来の絶えない所となり、老舗もあり地元の者も訪れる隣の寺町京極に比べて、新京極は那覇市の国際通りなどと同様の観光客向けの通りとなり、地元の者が利用することはほとんどなかった。しかし近年では、観光客向けの土産物店の他、飲食店、ファッション洋品店が混在し、若年層向けの店舗が目立つようになった。また、松竹座に代表される老舗の映画館が、ようやく、シネコンへの改装を果たし、新しいニーズに合った街へと変貌しつつある。
三条通から四条通までが路上喫煙等禁止区域である。

## 沿道の主な施設

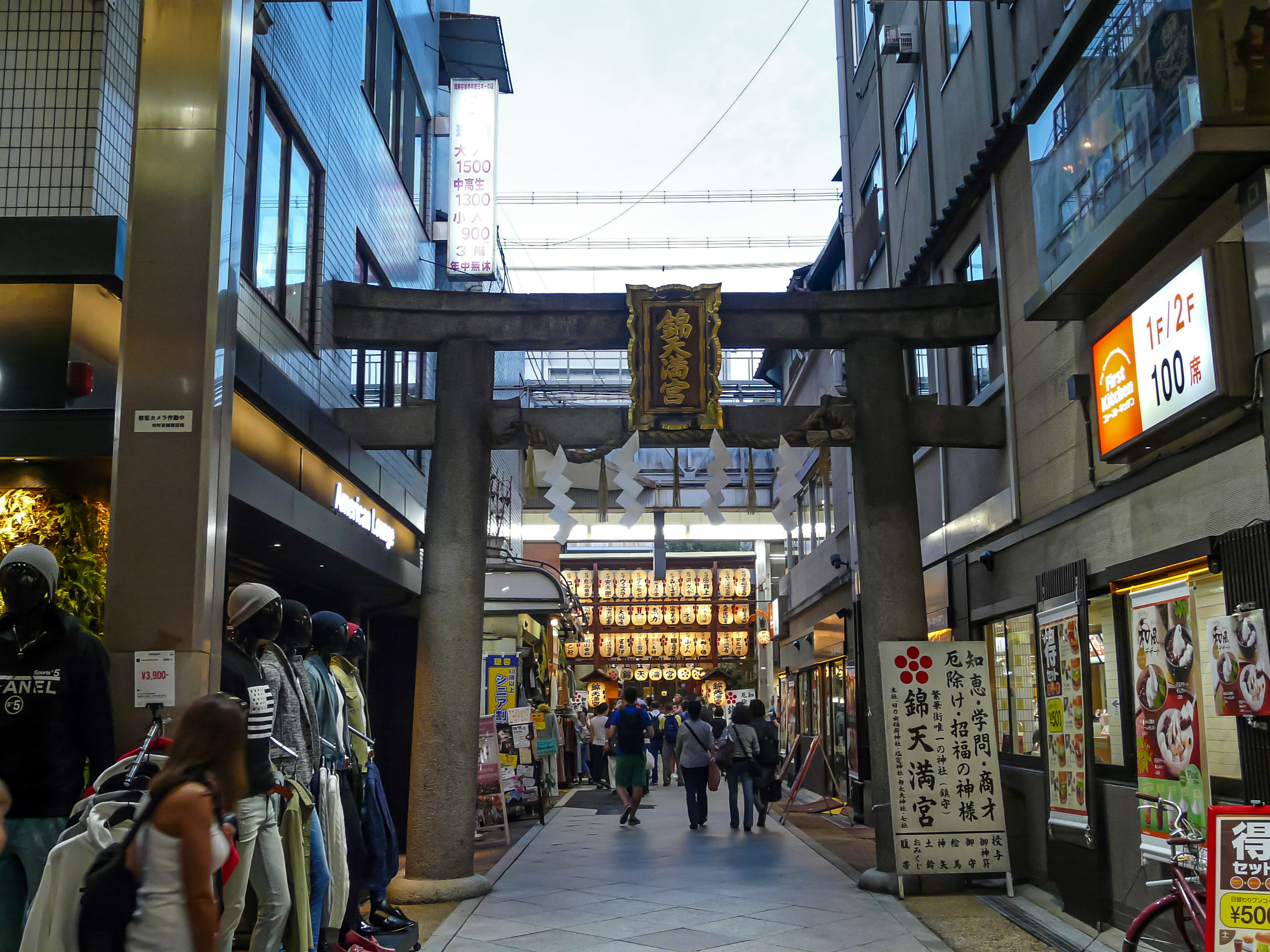
錦天満宮。

- 新京極商店街
- MOVIX京都
- 誓願寺
- 誠心院
- 西光寺
- 蛸薬師
- 永興堂
- 紅梅堂
- 安養寺
- 善長寺
- 錦天満宮
- 新京極公園

## 興行街

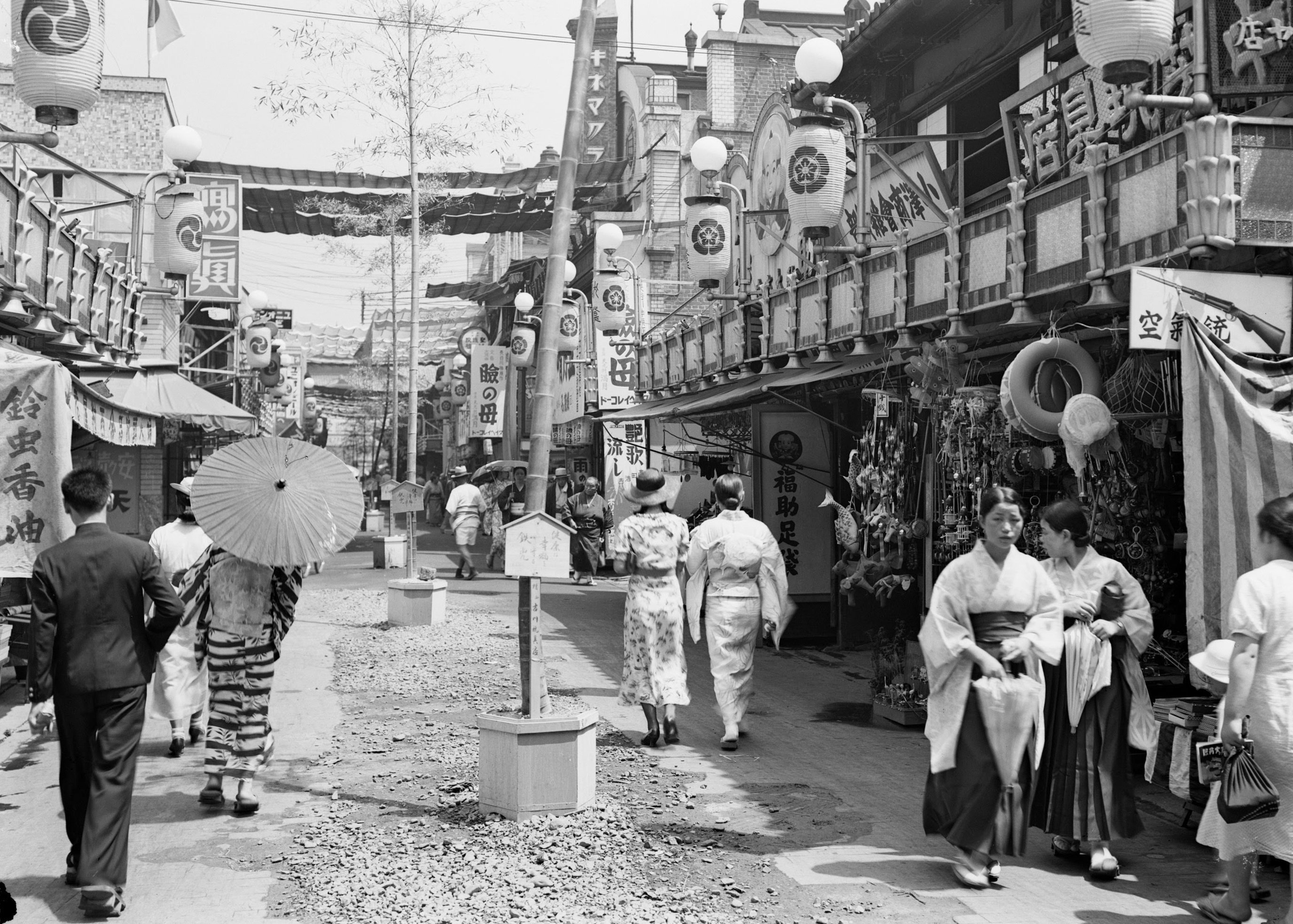
戦前の新京極、蛸薬師から北向け。右手奥のキネマクラブ（のちの菊水映画劇場）で『瞼の母』（第1作は1931年（昭和6年）公開）を上映中である。

松竹発祥の地でもあり、昭和50年代まで多くの映画館が軒を並べ営業していた。現在は松竹のシネコン・MOVIX京都のみ。

### かつて存在した興行施設
かつて存在した劇場・映画館・演芸場の一覧である。
- 京都座（のちの京都ロキシー映画劇場、現在のMOVIX京都）
- 京都松竹座（現在のMOVIX京都）
- 京洛劇場（六角通、現在跡地はホテルビスタプレミオ京都）
- 京都宝塚劇場（河原町通、現在跡地はミーナ京都）
- 京都スカラ座（同上）
- 京都ピカデリー劇場（かつての夷谷座。グルメシティ階上の空き施設となっていたが、ビル自体が2014年7月で閉鎖され[1]、跡地は解体の上、藤田観光が「ホテルグレイスリー京都三条南館」を2017年5月1日に開業させた[2][3]）
- 新京極シネラリーベ（経営・逢阪興業、72ビル内、跡地は空き店舗）
  - テアトル72
  - 京都弥生座（かつての京極日活）
- 菊水映画劇場（かつてのキネマクラブ、現在跡地はABCマート）
- 富貴亭（のちの京極ミュージック、現在跡地はマツモトキヨシ）
- 文化映画劇場（河原町通、現在跡地はパチンコイーゴス）
- 京都花月劇場（現在跡地は京都吉本ビル パッサージオ）
- 京都日活映画劇場（かつての帝国館、現在跡地はダイヤモンドビル）
- 京極東宝劇場（現在跡地はスーパーホテル）
- 京極大映（同上）
- 八千代館（現在跡地はWEGO京都店）
- 美松大劇場（現在跡地は京極忍びの里NINJA KYOTO）
- 美松映画劇場（同上）
- SY松竹京映（かつての阪井座、歌舞伎座、京極映画劇場。2017年2月以降、跡地に松竹京都阪井座ビルを建設中。東急ステイが入居予定）

## たらたら坂

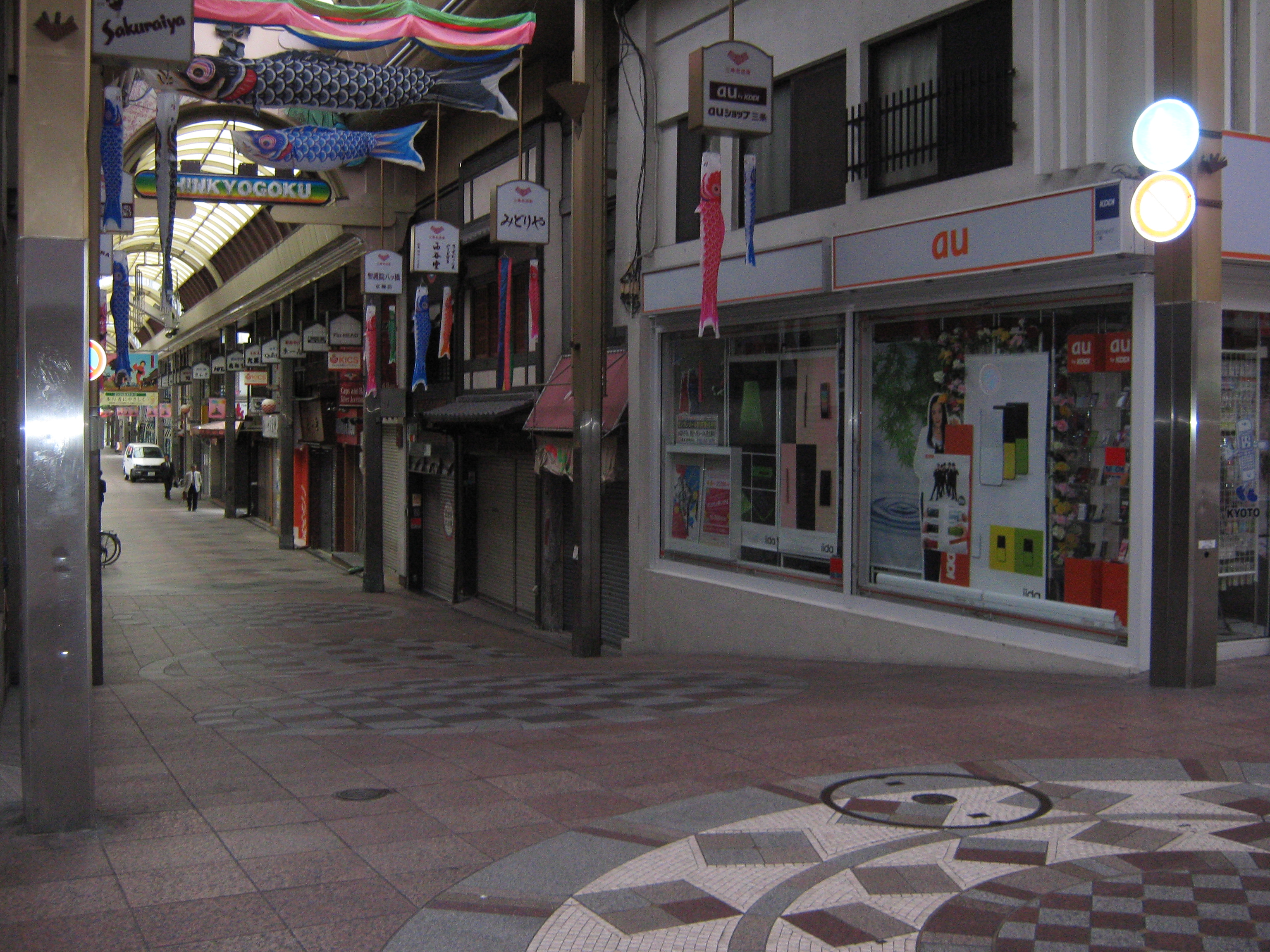
たらたら坂、京都市中京区

北の起点である三条通からすぐ南側が南に向かって下る坂になっている。この坂は「たらたら坂」などと呼ばれている。隣接する寺町通りや河原町通りにはこのような急な坂はなく、新京極通にのみ存在している。しかも四条通りでは互いはほぼ水平に位置することから、京の不思議として語られることもある。

## 平安京の京極と西京極
通り名に含まれる京極は文字通り京の端を意味し、平安京においては、東端に東京極大路（ひがしきょうごくおおじ）、西端に西京極大路が配された。西隣の寺町通（寺町京極）がこの東京極大路にあたる。西京極大路は現在の葛野大路通の西側と推定されている。西京極大路と阪急京都線の交わるところに西京極駅が位置し、この周囲の旧京極村域（概ね五条通 - 八条通、桂川 - 西高瀬川の範囲）は西京極と呼ばれ、西京極総合運動公園などがある。

## 商店街の名称
京都市内には、新京極通の賑わいにちなんだ「○○京極」と呼ばれる商店街が複数存在する。全国の都市における「○○銀座」の京都版といえる。関西地方の他地域にも若干は存在する。

## 最寄駅
四条通側
- 阪急京都線 京都河原町駅
- 京阪電鉄京阪本線 祇園四条駅

三条通側
- 京都市営地下鉄東西線 京都市役所前駅
- 京阪電鉄京阪本線 三条駅